# USS Mannert L. Abele (DD-733)
USS Mannert L. Abele (DD-733) là một tàu khu trục lớp Allen M. Sumner được Hải quân Hoa Kỳ chế tạo trong Chiến tranh Thế giới thứ hai. Nó là chiếc tàu chiến duy nhất của Hải quân Mỹ được đặt theo tên Thiếu tá Hải quân Mannert Lincoln Abele (1903-1942), một Hạm trưởng tàu ngầm mất tích trong chiến đấu cùng với chiếc USS Grunion (SS-216) tại vùng biển quần đảo Aleut năm 1942 và được truy tặng Huân chương Chữ thập Hải quân. Nó chỉ hoạt động một thời gian ngắn trong Thế Chiến II, khi bị một bom bay cảm tử Yokosuka MXY7 Ohka đánh chìm ngoài khơi Okinawa vào ngày 12 tháng 4, 1945, khiến tổn thất nhân mạng lên đến 84 người tử trận. Nó là chiếc tàu chiến Hoa Kỳ đầu tiên bị đánh chìm bởi một máy bay cảm tử phản lực. Mannert L. Abele được tặng thưởng hai Ngôi sao Chiến trận do thành tích phục vụ trong Thế Chiến II.

## Thiết kế và chế tạo
Mannert L. Abele được đặt lườn tại xưởng tàu của hãng Bath Iron Works Corp. ở Bath, Maine vào ngày 9 tháng 12, 1943. Nó được hạ thủy vào ngày 23 tháng 4, 1944; được đỡ đầu bởi bà Mannert L. Abele, vợ góa Thiếu tá Abele, và nhập biên chế tại Boston, Massachusetts Xưởng hải quân New York vào ngày 4 tháng 7, 1944 dưới quyền chỉ huy của Trung tá Hải quân Alton E. Parker.

## Lịch sử hoạt động
Sau khi hoàn tất chạy thử máy tại vùng biển ngoài khơi Bermuda, Mannert L. Abele đã phục vụ như một tàu huấn luyện thủ thủ đoàn khu trục trong vịnh Chesapeake, trước khi khởi hành từ Norfolk, Virginia vào ngày 16 tháng 10 để nhận nhiệm vụ tại Mặt trận Thái Bình Dương. Đi ngang qua San Diego, nó đi đến Trân Châu Cảng vào ngày 17 tháng 11, và trái qua hai tuần lễ huấn luyện tại vùng biển quần đảo Hawaii. Nó hộ tống một đoàn tàu vận tải đi sang khu vực Tây Thái Bình Dương vào ngày 3 tháng 12, nhưng quay trở lại Trân Châu Cảng hai tuần sau đó để được cải biến thành một tàu dẫn đường máy bay chiến đấu. Nó được bổ sung thiết bị radar và vô tuyến đặc biệt, rồi hoàn tất một đợt huấn luyện cột mốc radar dẫn đường, trước khi khởi hành vào ngày 27 tháng 1, 1945, tham gia cuộc đổ bộ lên Iwo Jima.
Được phân về thành phần hộ tống cho các tàu vận chuyển thuộc Lực lượng Đặc nhiệm 51 dưới quyền Phó đô đốc Richmond K. Turner, Mannert L. Abele di chuyển ngang qua Eniwetok và Saipan, và đã bảo vệ cho các tàu vận chuyển thuộc lực lượng tấn công trong quá trình đổ bộ vào ngày 19 tháng 2. Nó gia nhập đội hỗ trợ hỏa lực vào ngày hôm sau để bắn phá bờ biển và hỗ trợ cho trận chiến trên bộ của Sư đoàn 5 Thủy quân Lục chiến, bắn phá nhiều vị trí pháo binh, công sự và hang động phòng thủ của đối phương cũng như bắn hỏa lực quấy rối và chiếu sáng vào ban đêm. Nó chuyển sang nhiệm vụ hộ tống và cột mốc radar canh phòng hai ngày sau đó. Vào các ngày 3 và 4 tháng 3, rồi từ ngày 8 đến ngày 10 tháng 3, nó lại làm nhiệm vụ bắn hỏa lực hỗ trợ cho trận chiến trên bộ gay go của lực lượng Thủy quân Lục chiến, rồi lên đường vào ngày 10 tháng 3 để quay trở về Ulithi, về đến nơi vào ngày 12 tháng 3.
Mannert L. Abele lại khởi hành vào ngày 20 tháng 3 để làm nhiệm vụ cột mốc radar canh phòng ngoài khơi Ulithi, trước khi gia nhập Lực lượng Đặc nhiệm 54, lực lượng hỏa lực và bảo vệ dưới quyền Chuẩn đô đốc Morton Deyo một ngày sau đó, cho cuộc đổ bộ lên Okinawa. Nó đi đến khu vực quần đảo Ryūkyū vào ngày 24 tháng 3, và trong một tuần lễ tiếp theo đã bảo vệ cho các tàu chiến chủ lực trong các hoạt động đổ bộ chuẩn bị tại Kerama Retto và le Shima. Nó cũng hoạt động bắn phá các vị trí đối phương và hỗ trợ cho hoạt động của các đội phá hoại dưới nước (UDT) tại các bãi đổ bộ ở Okinawa.
Khi binh lính Lục quân đổ bộ lên chính hòn đảo vào ngày 1 tháng 4, Mannert L. Abele đã hỗ trợ hỏa lực tầm gần trước khi chuyển sang tuần tra cột mốc radar về phia Đông Bắc hòn đảo cuối ngày hôm đó. Nó bị ba máy bay Nhật Bản tấn công vào ngày 3 tháng 4, nhưng đã bắn rơi hai chiếc trong số đó, rồi sang ngày 5 tháng 4 được tách khỏi vai trò canh phòng để tuần tra ngoài khơi bãi đổ bộ. Nó lại bắn rơi một máy bay ném bom hai động cơ đối phương vào ngày hôm sau. Sang ngày hôm sau, khi nhận được tin tức về một lực lượng tàu nổi Nhật Bản đang tiếp cận từ phía chính quốc trong khuôn khổ Chiến dịch Ten-Go, trong đó có cả thiết giáp hạm khổng lồ Yamato, Mannert L. Abele được điều động gia nhập Lực lượng Đặc nhiệm 54, để tăng cường bảo vệ cho các tàu vận tải tại khu vực đổ bộ. Tuy nhiên, máy bay từ tàu sân bay của Lực lượng Đặc nhiệm 58 đã đánh chìm Yamato, một tàu tuần dương hạng nhẹ và bốn trong số tám tàu khu trục hộ tống.
Mannert L. Abele quay trở lại nhiệm vụ cột mốc radar canh phòng vào ngày 8 tháng 4, hoạt động tại Trạm 14 ở vị trí khoảng 70 nmi (81 mi; 130 km) về phía Tây Bắc Okinawa, có các tàu đổ bộ LSM(R)-189 và LSM(R)-190 tháp tùng. Xế trưa ngày 12 tháng 4, chiếc tàu khu trục chịu đựng những đợt tấn công Kamikaze mạnh mẽ. Ba chiếc máy bay ném bom bổ nhào Aichi D3A "Val" bắt đầu tấn công lúc 13 giờ 45 phút, nhưng hỏa lực phòng không đã đánh đuổi hai chiếc và bắn cháy chiếc thứ ba khi đối thủ tìm cách đâm xuống LSM(R)-189. Đến 14 giờ 00, khoảng 15 đến 25 máy bay lại xuất hiện từ phía Bắc và vây quanh hoàn toàn đội hình. Tuy nhiên, ngoại trừ một máy bay ném bom hạng nhẹ tìm cách xâm nhập và bị hỏa lực phòng không của con tàu gây hư hại, đối phương duy trì khoảng cách bên ngoài tầm bắn của chiếc tàu khu trục trong hơn nữa giờ.
Lúc khoảng 14 giờ 40 phút, ba máy bay tiêm kích Mitsubishi A6M Zero tách khỏi đội hình lượn quanh để lao vào tấn công. Mannert L. Abele đánh đuổi một chiếc và bắn rơi một chiếc khác ở khoảng cách 4.000 yd (3.700 m). Cho dù bị pháo 5‑inch và hỏa lực phòng không hạng nhẹ bắn trúng nhiều lần, đã bốc khói và cháy, chiếc Kamikaze thứ ba đã đâm trúng mạn phải con tàu, xuyên vào phòng động cơ phía sau và nổ tung tại đây, phá hủy khoang động cơ phía sau ống khói phía sau. Ngay lập tức con tàu bị mất tốc độ, lườn tàu hư hại phía giữa tàu; cầu tàu, tháp pháo và hệ thống hỏa lực bị mất kiểm soát.
Hạm trưởng của LSM(R)-189, James M. Stewart, sau này báo cáo: “Khó có thể nói cái gì đã đâm trúng DD 733. Tôi tận mắt chứng kiến hai máy bay đối phương đang lượn vòng phía Bắc chiếc tàu khu trục, rồi đột ngột có một máy bay khác tăng tốc rất nhanh, nhanh đến mức các khẩu pháo phòng không không thể bám theo để khai hỏa. Máy bay này đâm xuống ở một góc khoảng 30 độ ở khoảng cách 4 nmi (7,4 km). Vì chúng tôi không có radar phòng không, những con số trên chỉ là ước tính cá nhân." Đây có thể là một trong những tin tức tình báo đầu tiên về kiểu máy bay Kamikaze Ohka.
Một phút sau, lúc khoảng 14 giờ 46 phút, Mannert L. Abele bị đánh trúng một lần nữa bởi một chiếc Ohka vốn đã đâm trúng bên mạn phải ở mực nước ngang với phòng nồi hơi phía trước. Đầu đạn 2.600 lb (1.200 kg) của chiếc Ohka bị kích nổ, và vụ nổ làm con tàu mất điện và mọi liên lạc. Hầu như ngay lập tức, chiếc tàu khu trục bị vỡ làm đôi, phần giữa tàu bị phá hủy hoàn toàn còn phần mũi và phần đuôi tàu chìm nhanh chóng ở tọa độ 27°15′0″B 126°30′0″Đ / 27,25°B 126,5°Đ. Máy bay đối phương tiếp tục ném bom và bắn phá nhắm vào những người sống sót đang bơi trên biển; nhưng các tàu đổ bộ LSM(R)-189 và LSM(R)-190 đã trợ giúp bắn rơi hai kẻ tấn công, đánh trả những đợt tấn công khác, và cứu vớt những người sống sót. Đã có 84 thành viên thủy thủ đoàn tử trận cùng con tàu.
Mannert L. Abele là chiếc đầu tiên trong số ba tàu khu trục làm nhiệm vụ cột mốc radar bị Ohka đánh trúng, nhưng nó là chiếc duy nhất bị đánh đắm trong suốt chiến dịch Okinawa. Bất chấp những nỗ lực của phía Nhật Bản, những con tàu làm nhiệm vụ cột mốc radar đã hoàn thành xuất sắc vai trò của mình, đảm bảo sự thành công của chiến dịch.
Roy S. Anderson, một thành viên thủy thủ đoàn của Mannert L. Abele sống sót, đã viết quyển sách do Jana Press xuất bản năm 2007 tựa đề: Three Minutes off Okinawa: The Sinking of the Radar Picket Destroyer, the U. S. S. Mannert L. Abele, by Japanese Kamikaze Aircraft.

## Phần thưởng
Mannert L. Abele được tặng thưởng hai Ngôi sao Chiến trận do thành tích phục vụ trong Thế Chiến II.